# 马恩河畔沙蒂永
马恩河畔沙蒂永（法語：Châtillon-sur-Marne，法語發音：[ʃatijɔ̃ syʁ maʁn]）是法国马恩省的一个市镇，位于该省西部，属于兰斯区。

## 地理
马恩河畔沙蒂永（49°5'59"N, 3°45'27"E）面积11.69 平方千米，位于法国大東部大區马恩省，该省份为法国东北部内陆省份，北起阿登省，西北接埃纳省，西南接塞纳-马恩省，南至奥布省，东南接上马恩省，东临默兹省。
与马恩河畔沙蒂永接壤的市镇（或旧市镇、城区）包括：屈勒、昂特奈、巴略苏沙蒂永、马勒伊港、厄伊、旺迪耶尔、克尔德拉瓦莱。

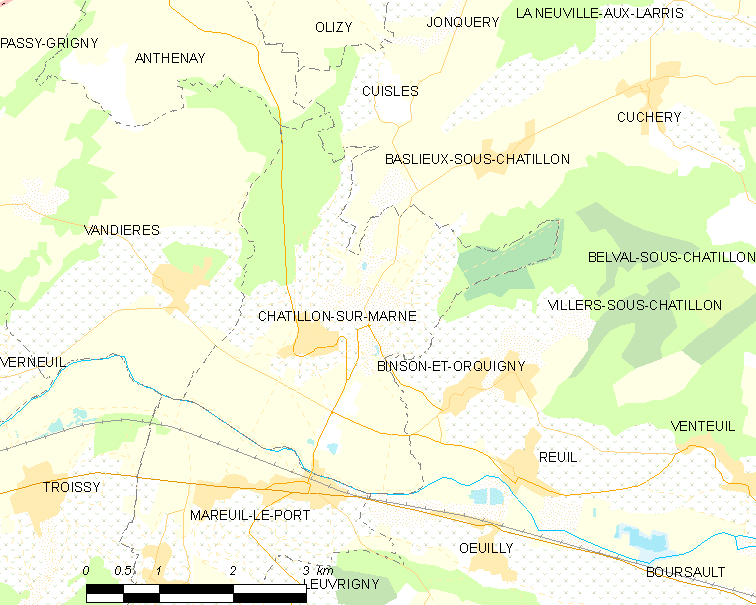
马恩河畔沙蒂永的OSM定位图

马恩河畔沙蒂永的时区为UTC+01:00、UTC+02:00（夏令时）。

## 行政
马恩河畔沙蒂永的邮政编码为51700，INSEE市镇编码为51136。

## 政治
马恩河畔沙蒂永所属的省级选区为多尔芒-香槟景县。

## 人口

1962-2008年间马恩河畔沙蒂永人口变化图示

马恩河畔沙蒂永于2022年1月1日时的人口数量为621人。